# Poplar, Wisconsin
Poplar là một làng thuộc quận Douglas, tiểu bang Wisconsin, Hoa Kỳ. Năm 2006, dân số của làng này là 552 người.